# 李生 (1964年)
李生（1964年—），江苏沭阳人，汉族，中华人民共和国政治人物、第十二届全国人民代表大会江苏地区代表。
毕业于中央党校函授学院法律专业，加入中国共产党。2013年，被选为全国人大代表。2018年2月24日，当选为第十三届全国人大代表。